# 케이스 미첼
케이스 미첼(Case Mitchell, 1969년 8월 6일 - )은 전 KBO 리그 해태 타이거즈의 외국인 야구 선수이다.